# Bifrenaria verboonenii
Bifrenaria verboonenii là một loài lan.
 Tư liệu liên quan tới Bifrenaria verboonenii tại Wikimedia Commons